# Laguna Rodrigo de Freitas
La laguna Rodrigo de Freitas (in portoghese Lagoa Rodrigo de Freitas) è una laguna situata nel quartiere Lagoa, nella zona sud della città di Rio de Janeiro. La laguna è collegata all'oceano Atlantico da un canale che attraversa un piccolo parco, noto come Jardim de Alá.

## Storia
In origine, la laguna era abitata dagli indigeni Tupi che vennero scacciati con l'arrivo del colonizzatore portoghese António Salema, il quale acquistò i terreni dal consigliere della città, Amorim Soares, e vi insediò uno zuccherificio. Dopo la sua espulsione dalla città nel 1609, il terreno fu venduto al figliastro Sebastião Fagundes Varela e la laguna assunse il nome di Lagoa do Fagundes. In seguito, nel 1702, la sua pronipote, Petronilha Fagundes, sposò l'ufficiale Rodrigo de Freitas de Carvalho, dal quale deriva l'attuale nome della laguna.
La zona rimase nelle mani dei proprietari fino all'inizio del XIX secolo, quando nel 1808, dopo il trasferimento della corte portoghese in Brasile, il re Giovanni VI del Portogallo si appropriò della laguna per costruirvi una fabbrica di polvere da sparo e impiantarvi il Real Horto Botânico, ovvero l'attuale giardino botanico di Rio de Janeiro.
Il quartiere che vi sorge intorno, denominato Lagoa proprio per via della laguna, è oggi uno dei più ricchi della città ed è spesso descritto come "il cuore di Rio de Janeiro". La laguna, per via della sua considerevole estensione, è anche sede di innumerevoli club sportivi e nel 2007 ha ospitato alcune gare dei XV Giochi panamericani. È stata anche scelta come teatro di gara per le competizioni di canottaggio e di canoa/kayak velocità dei Giochi della XXXI Olimpiade e per le competizioni di canoa paralimpica e di canottaggio paralimpico dei XV Giochi paralimpici estivi.

## Inquinamento
La laguna soffre di diversi problemi ambientali, tra cui l'inquinamento delle sue acque e del terreno circostante. A partire dal settembre 2010, la società privata EBX Group sta sponsorizzando, in collaborazione con le istituzioni pubbliche, un progetto per disinquinare la laguna, si tratta tuttavia di un processo lungo e complicato.
Anche se alcune colonie di pesci sopravvivono lungo le sponde della laguna, gran parte dei pesci muore per via della proliferazione di alghe che consumano l'ossigeno dell'acqua. Dal 1989, il biologo Mario Moscatelli ha comunque reintrodotto con successo una specie nativa di mangrovia e altre specie di vegetazione autoctona.
Il problema dell'inquinamento è emerso anche in relazione ai Giochi Olimpici del 2016, a causa della preoccupazione di eventuali rischi per gli atleti. Infatti, nel 2015, 13 canoisti americani hanno avuto problemi di stomaco dopo una gara nella laguna, in occasione di un evento di prova in vista delle Olimpiadi. In particolare, hanno sofferto di vomito e diarrea. A quella data, tuttavia, è stato affermato che non vi era più tempo sufficiente per un'efficace opera di bonifica in vista degli eventi olimpici.